# تپه ایمان‌آباد پائین
تپه ایمان آباد پائین مربوط به دوران پیش از تاریخ ایران باستان تا دوران‌های تاریخی پس از اسلام است و در شهرستان دلفان، بخش کاکاوند، روستای ایمان آباد پائین واقع شده و این اثر در تاریخ ۱۲ بهمن ۱۳۸۱ با شمارهٔ ثبت ۷۱۵۴ به‌عنوان یکی از آثار ملی ایران به ثبت رسیده است.